# Marija Alexandrowna Kondratjewa
Marija Alexandrowna Kondratjewa (russisch Мария Александровна Кондратьева, * 17. Januar 1982) ist eine ehemalige russische Tennisspielerin.

## Karriere
Kondratjewa, die laut ITF-Profil Sandplätze bevorzugte, begann im Alter von sieben Jahren mit dem Tennisspielen.
Ihr größter sportlicher Erfolg war der Gewinn der Doppelkonkurrenz beim WTA-Turnier in Portorož im Jahr 2010. An der Seite ihrer Doppelpartnerin Vladimíra Uhlířová gewann sie das Endspiel gegen die Paarung Marina Eraković/Anna Tschakwetadse mit 6:4, 2:6, [10:7]. Dies blieb ihr einziger Turniersieg auf der WTA Tour; bei ITF-Turnieren gewann sie in ihrer Karriere zudem vier Einzel- und 20 Doppeltitel.
Ab November 2012 trat sie nur noch im Doppel an. Ihren letzten Auftritt auf der Damentour hatte sie beim WTA-Turnier in Båstad im Juli 2013.

## Turniersiege

### Einzel
| Nr. | Datum          | Turnier        | Kategorie   | Belag        | Finalgegnerin              | Ergebnis      |
| --- | -------------- | -------------- | ----------- | ------------ | -------------------------- | ------------- |
| 1.  | Juli 2001      | Le Touquet     | ITF $10.000 | Sand         | Aurore Desert              | 6:4, 7:66     |
| 2.  | November 2001  | Le Havre       | ITF $10.000 | Sand (Halle) | Oksana Karyshkova          | 5:7, 7:5, 7:5 |
| 3.  | Juli 2003      | Horb am Neckar | ITF $10.000 | Sand         | Ana Timotić                | 7:5, 6:3      |
| 4.  | September 2004 | Tiflis         | ITF $10.000 | Sand         | Margalita Tschachnaschwili | 7:5, 6:4      |

### Doppel
| Nr. | Datum          | Turnier             | Kategorie         | Belag             | Partnerin                | Finalgegnerinnen                       | Ergebnis         |
| --- | -------------- | ------------------- | ----------------- | ----------------- | ------------------------ | -------------------------------------- | ---------------- |
| 1.  | August 2001    | Istanbul            | ITF $10.000       | Hartplatz         | Swetlana Mossjakowa      | Maria Pavlidou Evagelia Roussi         | 6:2, 7:5         |
| 2.  | September 2001 | Alphen aan den Rijn | ITF $10.000       | Sand              | Ilona Vichnevskaya       | Anouk Sterk Susanne Trik               | 3:6, 6:2, 6:1    |
| 3.  | November 2001  | Le Havre            | ITF $10.000       | Sand (Halle)      | Līga Dekmeijere          | Daniela Olivera Natacha Randriantefy   | 6:4, 6:3         |
| 4.  | November 2001  | Deauville           | ITF $10.000       | Sand (Halle)      | Līga Dekmeijere          | Yvonne Doyle Eva Erbová                | 6:1, 7:62        |
| 5.  | Januar 2002    | Courmayeur          | ITF $10.000       | Hartplatz (Halle) | Gjulnara Fattachetdinowa | Julija Bejhelsymer Jolanda Mens        | 5:7, 6:3, 6:4    |
| 6.  | März 2002      | Juárez              | ITF $25.000       | Sand              | Anastassija Rodionowa    | Olga Vymetálková Magdalena Zděnovcová  | 6:3, 6:0         |
| 7.  | Juni 2002      | Rabat               | ITF $10.000       | Sand              | Gjulnara Fattachetdinowa | Debby Haak Jolanda Mens                | 6:3, 7:5         |
| 8.  | Juli 2002      | Les Contamine       | ITF $25.000       | Hartplatz         | Katarina Mišić           | Stéphanie Cohen-Aloro Anne-Laure Heitz | 6:1, 7:64        |
| 9.  | August 2002    | Innsbruck           | ITF $25.000       | Sand              | Gjulnara Fattachetdinowa | Magdalena Kučerová Lydia Steinbach     | 6:4, 4:6, 6:3    |
| 10. | Juli 2003      | Horb am Neckar      | ITF $10.000       | Sand              | Shelley Bryce            | Leslie Butkiewicz Kim Kilsdonk         | 6:3, 3:6, 6:3    |
| 11. | Juni 2005      | Grado               | ITF $25.000       | Sand              | Tatsiana Uvarova         | Daniella Jeflea Darja Kustawa          | 6:1, 3:6, 7:5    |
| 12. | April 2006     | Jackson             | ITF $25.000       | Sand              | Sophie Lefèvre           | Seiko Okamoto Ayami Takase             | 6:0, 6:3         |
| 13. | August 2006    | Moskau              | ITF $25.000       | Sand              | Jekaterina Makarowa      | Mihaela Buzărnescu Jewgenija Rodina    | 4:6, 6:4, 6:1    |
| 14. | August 2007    | Moskau              | ITF $25.000       | Sand              | Vesna Dolonc             | Nina Brattschikowa Sophie Lefèvre      | 6:2, 6:1         |
| 15. | November 2007  | Jounieh             | ITF $25.000       | Sand              | Olga Brózda              | Nicole Clerico Tv                      | 6:3, 6:1         |
| 16. | August 2008    | Dnipro              | ITF $50.000       | Sand              | Wassilissa Dawydowa      | Ljudmyla Kitschenok Nadija Kitschenok  | 6:3, 6:1         |
| 17. | August 2008    | Moskau              | ITF $75.000       | Sand              | Witalija Djatschenko     | Weronika Kapschaj Irina Kuzmina        | 6:0, 6:4         |
| 18. | Mai 2009       | Moskau              | ITF $25.000       | Sand              | Arina Rodionowa          | Yuliya Kalabina Marta Sirotkina        | 7:5, 6:1         |
| 19. | Juni 2009      | Getxo               | ITF $25.000       | Sand              | Anastassija Poltorazkaja | Agustina Lepore Frederica Piedade      | 6:3, 6:1         |
| 20. | 24. Juli 2010  | Portorož            | WTA International | Hartplatz         | Vladimíra Uhlířová       | Marina Eraković Anna Tschakwetadse     | 6:4, 2:6, [10:7] |
| 21. | Februar 2013   | Grenoble            | ITF $25.000       | Teppich (Halle)   | Renata Voráčová          | Nicole Clerico Leticia Costas          | 6:1, 6:4         |

## Abschneiden bei Grand-Slam-Turnieren

### Doppel
| Turnier         | 2009 | 2010 | 2011 | 2012 | Karriere |
| --------------- | ---- | ---- | ---- | ---- | -------- |
| Australian Open | —    | 1    | 2    | 1    | 2        |
| French Open     | 1    | 2    | 1    | —    | 2        |
| Wimbledon       | —    | 1    | 1    | —    | 1        |
| US Open         | —    | 1    | 1    | —    | 1        |

### Mixed
| Turnier         | 2011 | Karriere |
| --------------- | ---- | -------- |
| Australian Open | —    | —        |
| French Open     | —    | —        |
| Wimbledon       | 1    | 1        |
| US Open         | —    | —        |